# Музей на Балканските войни (Топчиево)
Музеят на Балканските войни (на гръцки: Μουσείο Βαλκανικών Πολέμων) е музей в солунското село Топчиево (Гефира), Гърция.
Разположен е в къщата, в която в 1912 година по време на Балканската война престолонаследникът Константинос договаря предаването на Солун от османските войски на гръцката армия.
Топчиево е разположено на националната магистрала Солун-Воден, на 25 km от Солун и на 500 km от Атина. Музеят на Балканските войни е открит в селото на 26 октомври 1999 година. Помещава се в двуетажна сграда, която е построена в края на XIX век, в близост до входа на селото. Известна е като Вила Топсин (турското име на Топчиево) и в нея се провеждат преговорите между гръцките и османските военачалници за предаването на Солун на гръцката армия.
Всички мебели в музея са автентични и са допълнени с мебели от армейски складове. Помещението, в което главнокомандващият принц Константинос прекарва нощта, съдържа всички мебели, които той действително е използвал. Експонатите се състоят от снимки и литографии на войните от 1912-1913 година. Особено внимание заслужават 4 картини на Кенан Месаре, сина на Хасан Тахсин паша, който предава града на гърците, и придружава Константинос по време на Епирската кампания и Междусъюзническата война. Те изобразяват сцени от битката при Кукуш по време на Втората балканска война.
Музеят показва и целия набор от военни отличия на гръцката, турската и българската армия, включително изключително редкия български медал, изобразяващи главите на четирите монарси на балканските държави, символизиращи краткотрайния съюз срещу Османската империя, много всекидневни предмети, използвани от офицери и войници, картички, изпращани оттук от гръцкия премиер Елевтериос Венизелос, гръцки и български униформи, сред които и тази, носена от лейтенант-полковник Папакирязис, убит в битката при Лахна.
Музеят разполага и с много голяма колекция от гръцки, български и турски оръжия, включително гръцки и български пушки „Манлихер“, турски „Маузер“, гръцки пистолет „Манлихер“, турски пистолети „Маузер“ и „Смит & Уесън“, гръцки Шварцлозе M1907/12 картечни, както и цялата гама саби, използвани от гръцките и българските войски.
- Централна зала
- Зала на престолонаследника Константинос
- Униформа на Папакирязис
- Гръцка униформа